# Georg von Boisman

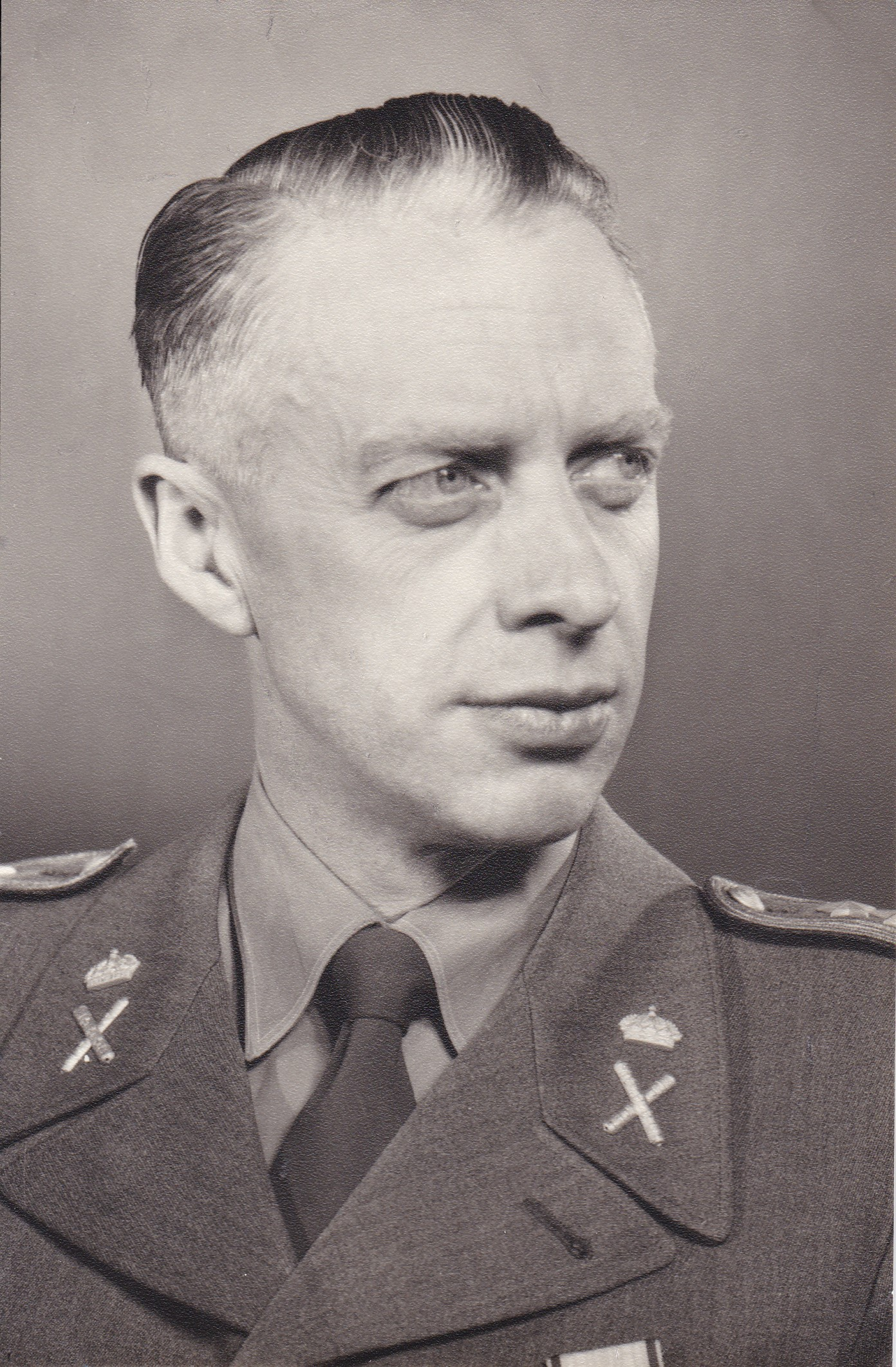

Georg Tage Eugen von Boisman (* 12. August 1910 in Umeå; † 4. April 1985 in Borensberg) war ein schwedischer Moderner Fünfkämpfer.
Georg von Boisman nahm an den Olympischen Sommerspielen 1936 in Berlin teil, wo er den zehnten Rang belegte. Des Weiteren war er Schwedischer Meister 1935 und 1936.